# Diego Tamayo
Diego Alejandro Tamayo Martinez (Manizales, 19 september 1983) is een Colombiaans wielrenner. Anno 2012 rijdt hij voor een Italiaanse continentale ploeg. Eerder reed Tamayo voor CarmioOro-NGC. In 2010 werd de Colombiaan geselecteerd om deel te nemen aan het wereldkampioenschap wielrennen voor elite.

## Belangrijkste overwinningen
2008
- 5e etappe Ronde van Navarra
- Eindklassement Ronde van Navarra

2011
- Circuit du Hainaut

## Grote rondes
Geen
Aulas · Berthou · Beuret · Brousse · Colli · Fournet-Fayard · Genovesi · Goerov · Kocjan · Pardilla · Raisoni · Ratti · Sella · D. Tamayo · Terrenzio · Tizza · Ventoso · J. Tamayo (stagiair)
Berthou · Beuret · Ferrara · Fournet-Fayard · Genovesi · Grillo · Kocjan · Pardilla · Peruffo · Piechele · Quadranti · Raisoni · Ratti · Ratto · Sella · Tamayo · Terrenzio · Tizza · Tonti · Ventoso · Barindelli (stagiair) · Boaro (stagiair) · Tedeschi (stagiair)